# Austin-Healey

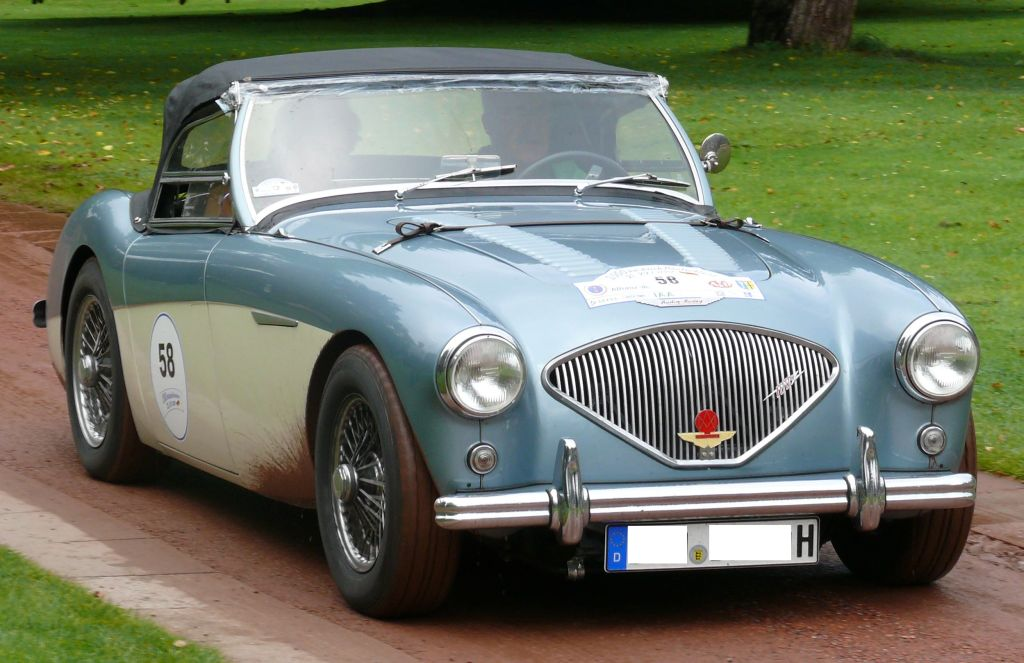
Austin-Healey 100-4 BN-2

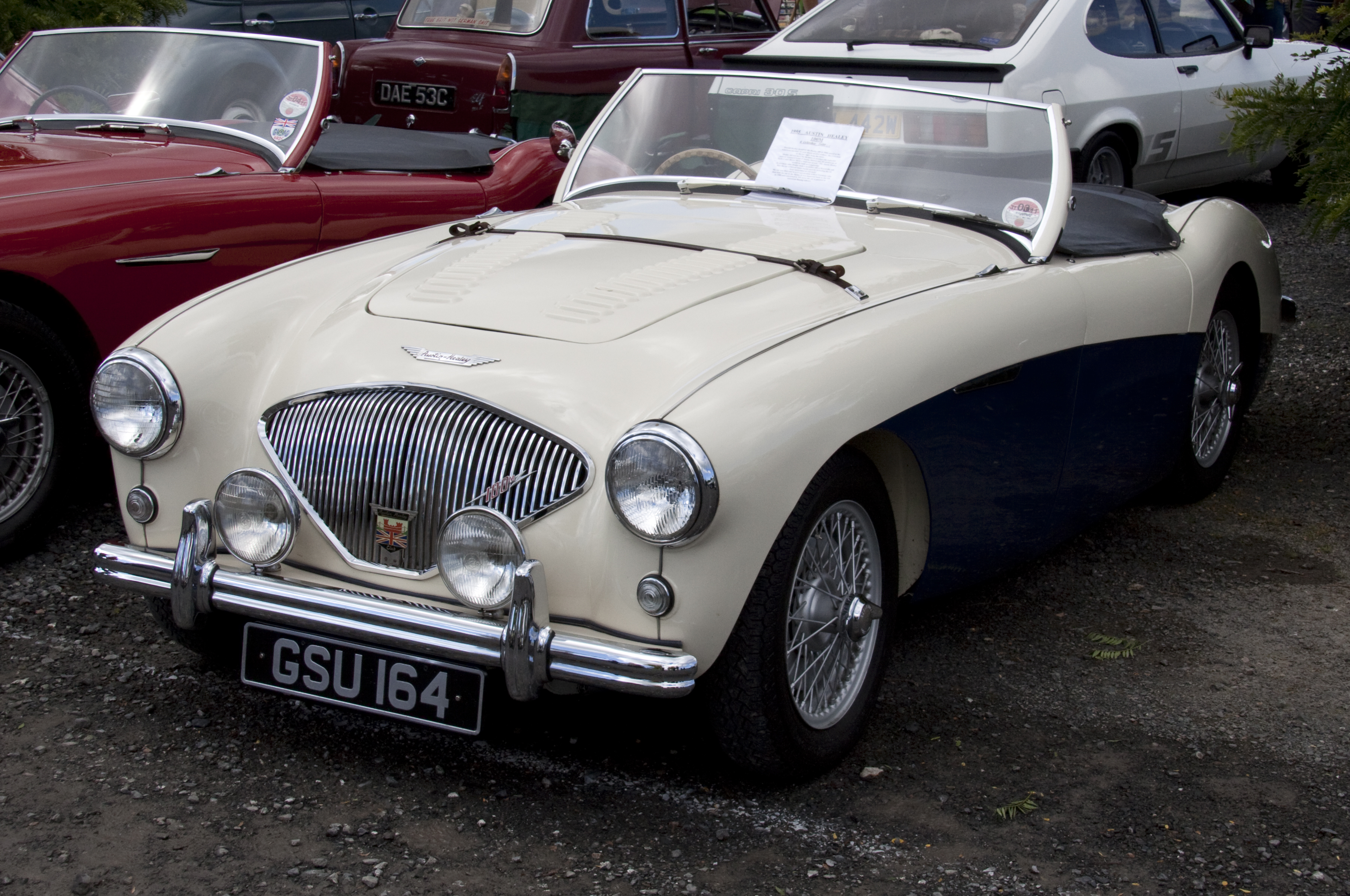
Austin-Healey 100M BN-2

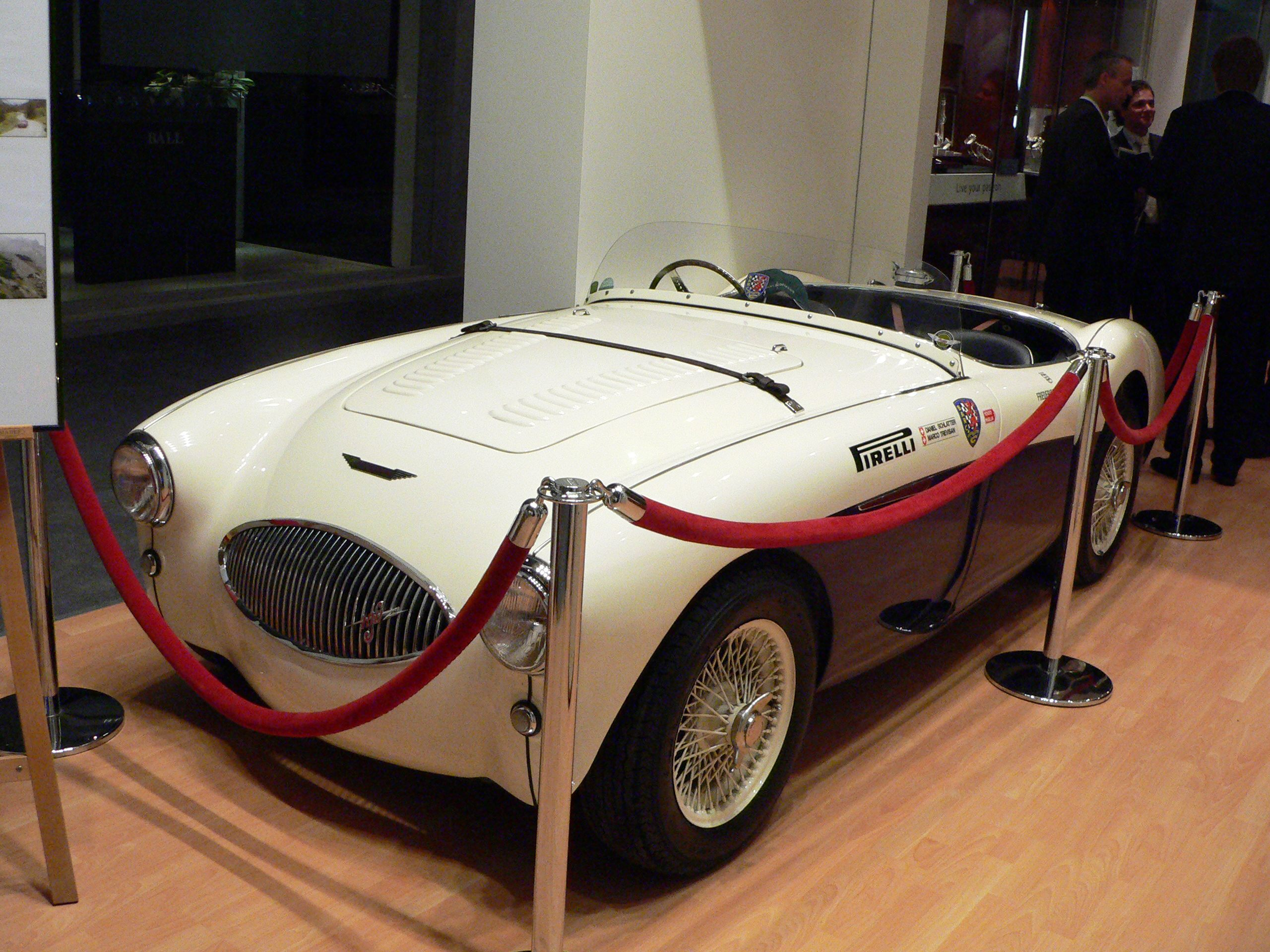
Austin-Healey 100S BN-2

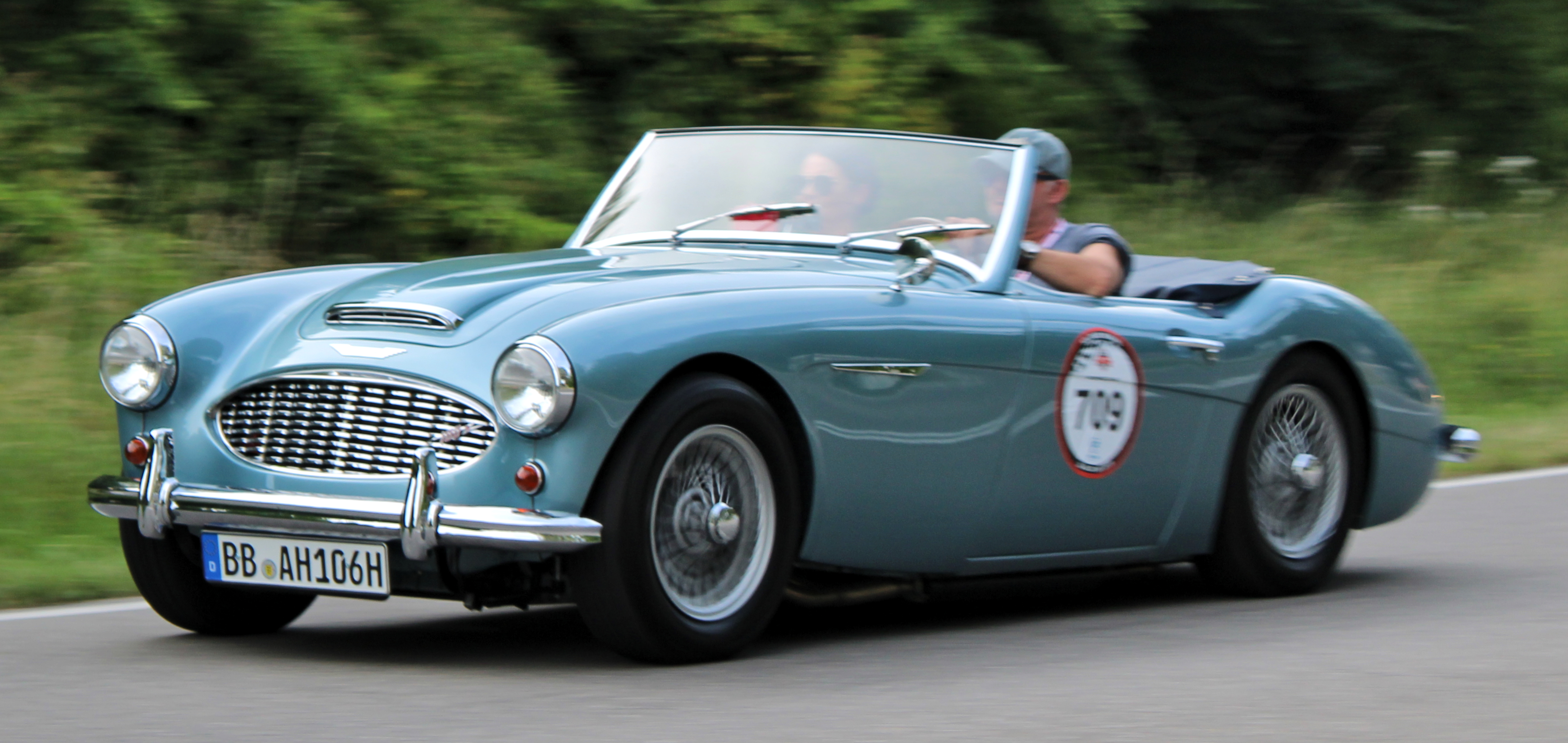
Austin-Healey 100-6 BN-4

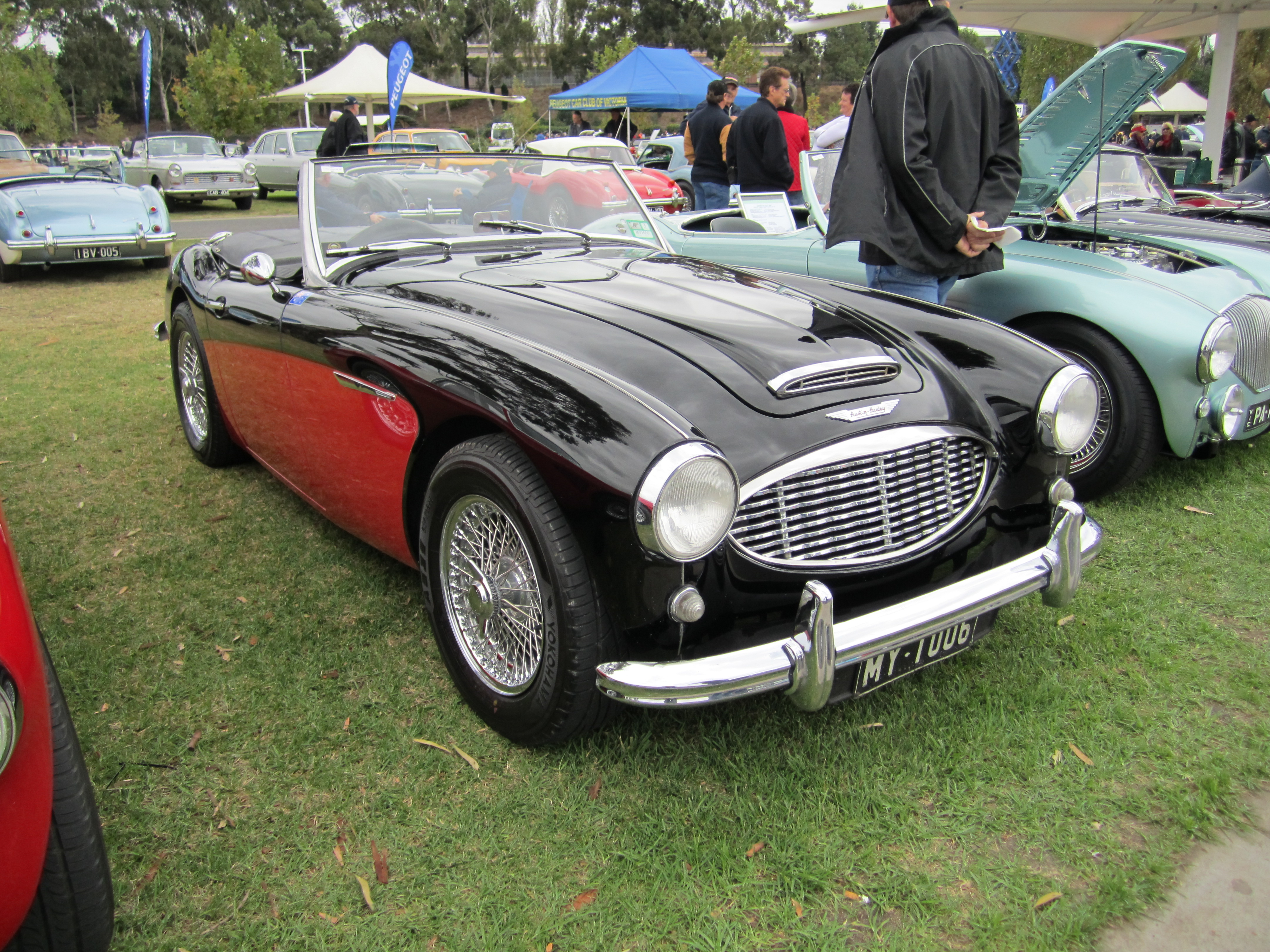
Austin-Healey 100-6 BN-6

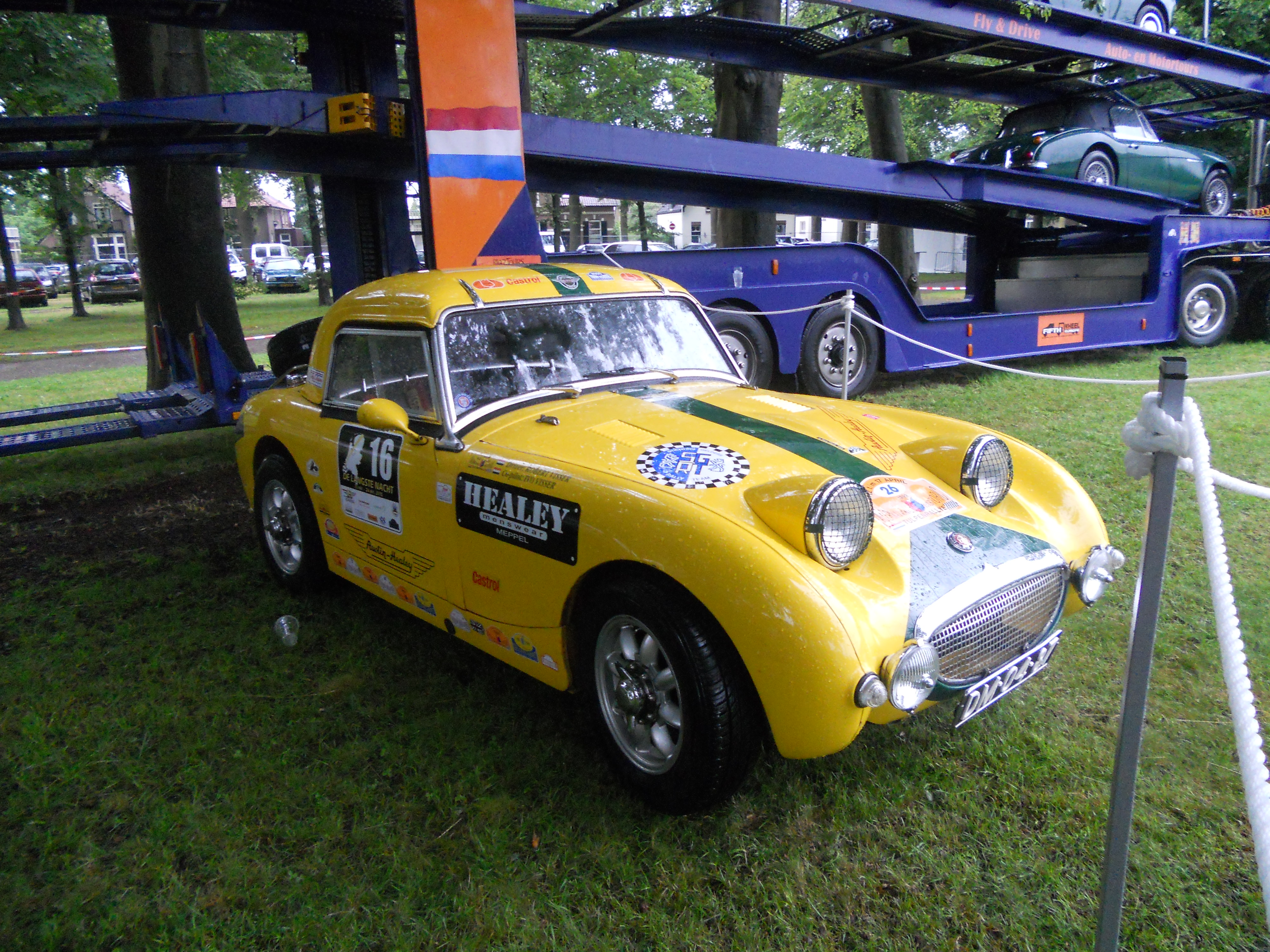
Austin-Healey Sprite Mk I

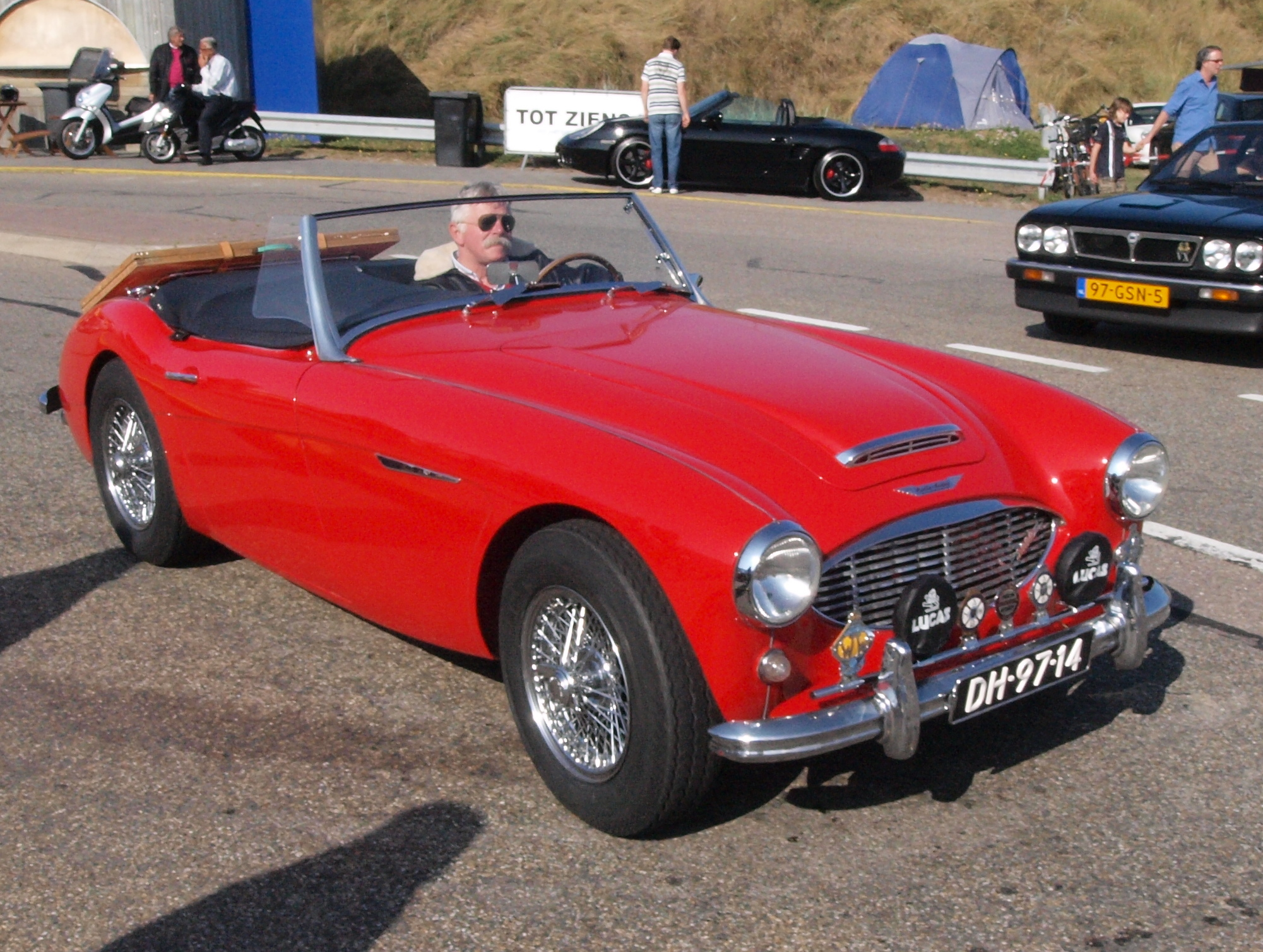
Austin-Healey 3000 Mk I

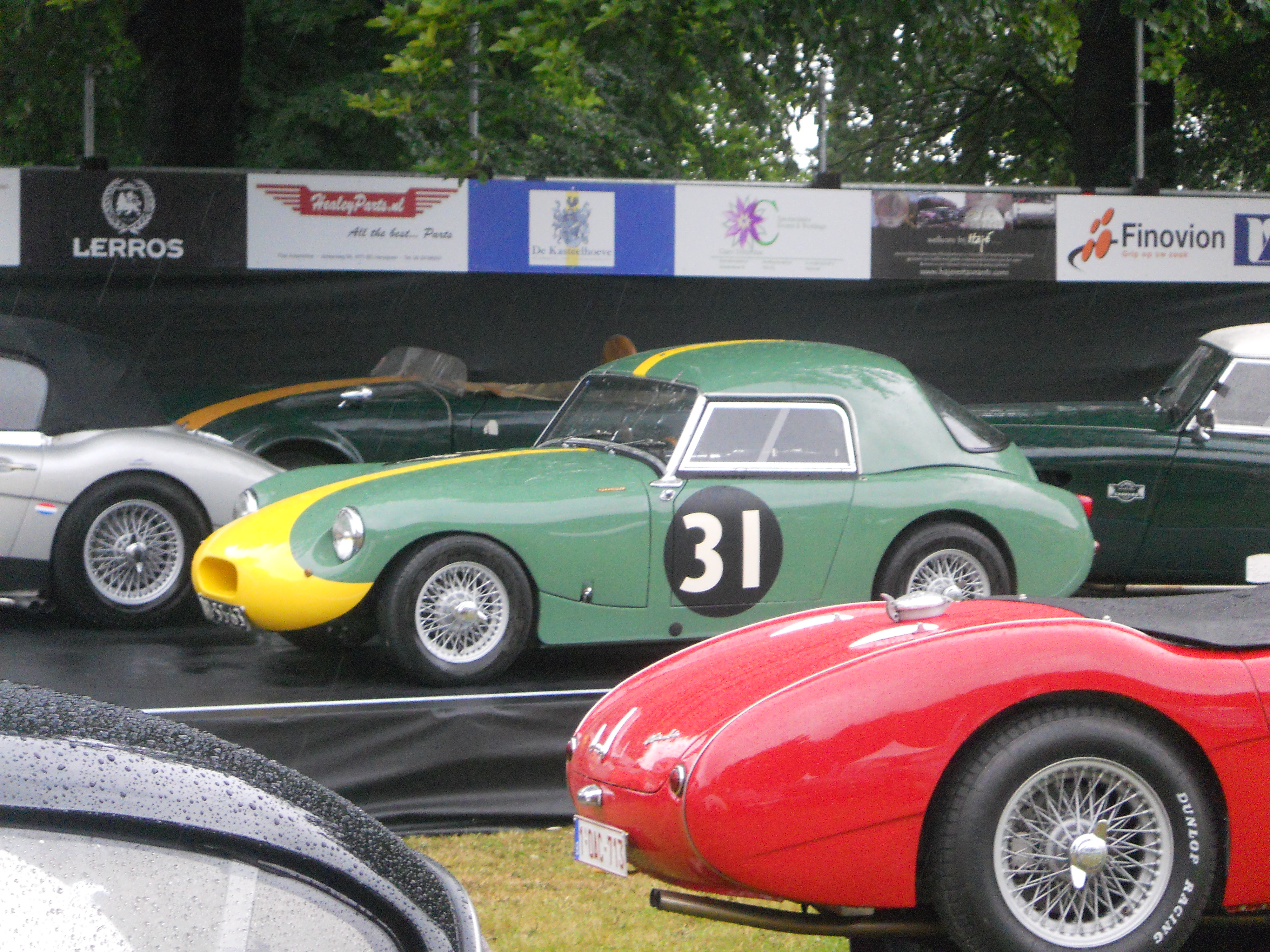
Austin-Healey Sebring Sprite

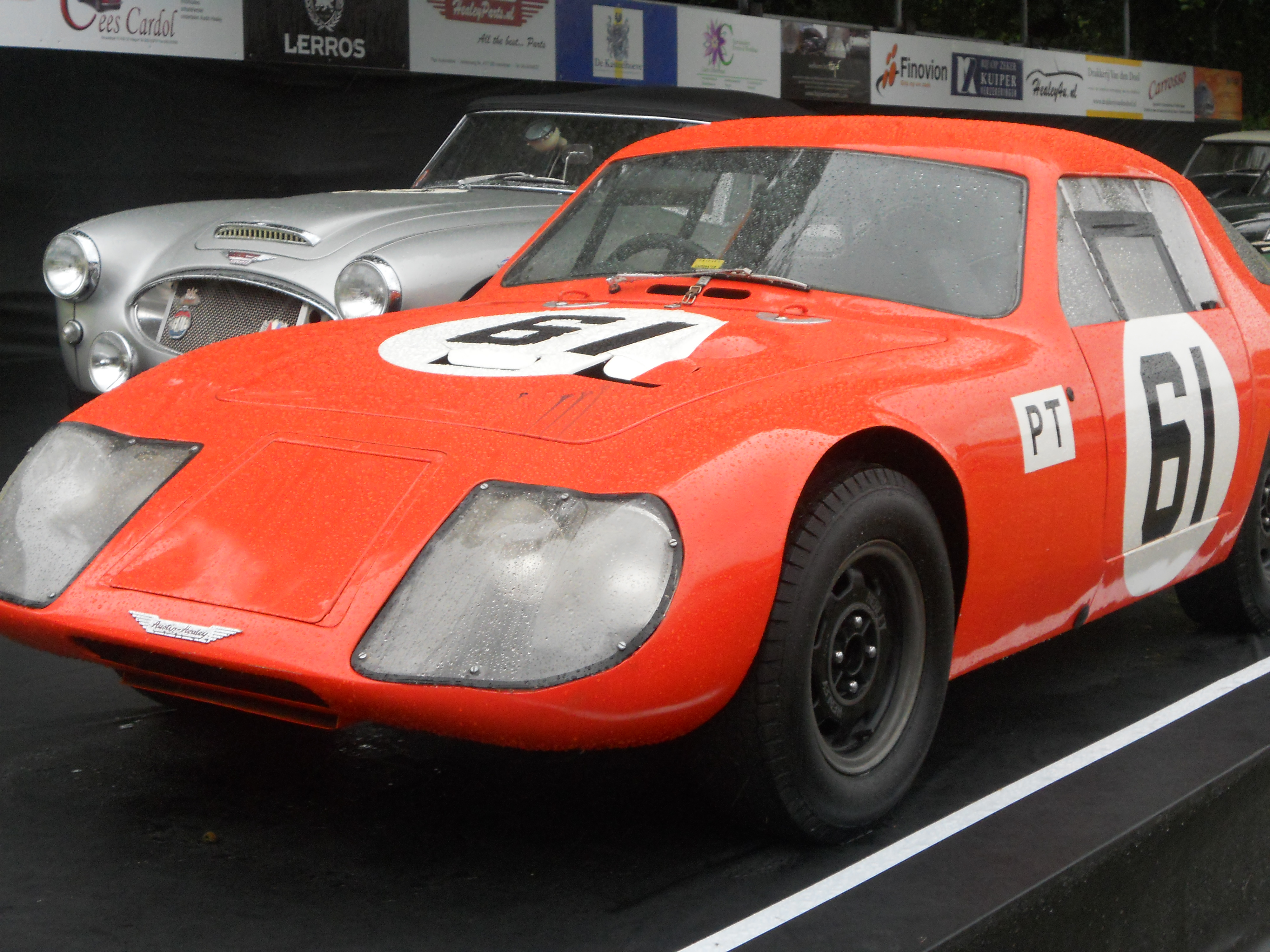
Austin-Healey Sebring Sprite Coupe

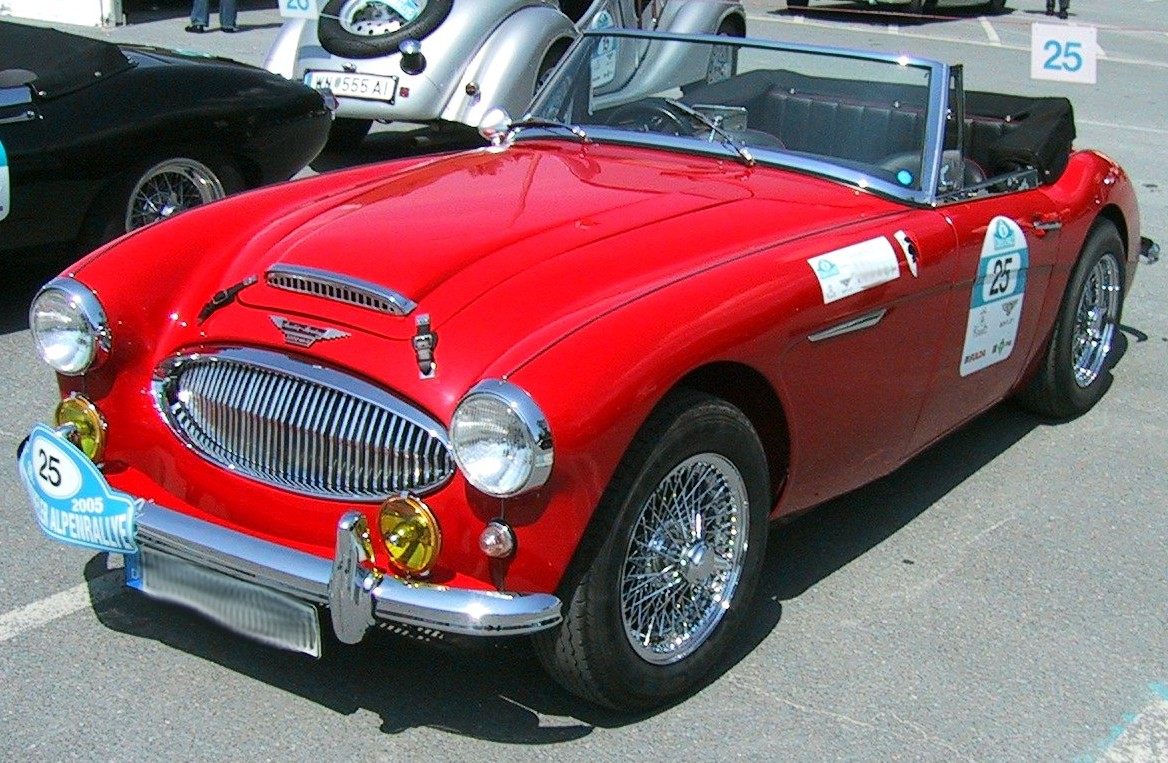
Austin-Healey 3000 Mk II

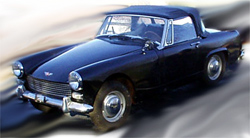
Austin-Healey Sprite Mk III

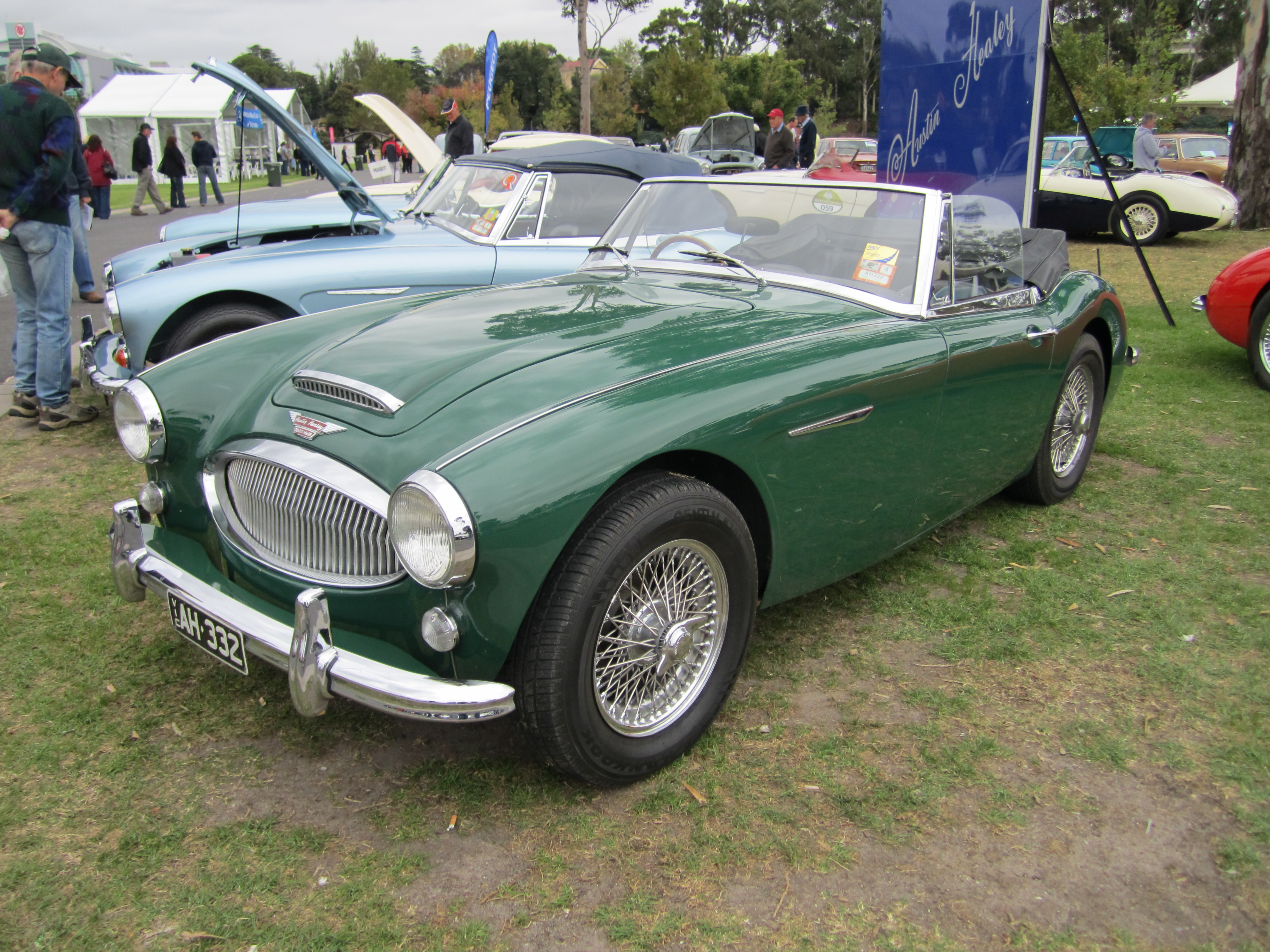
Austin-Healey 3000 Mk III

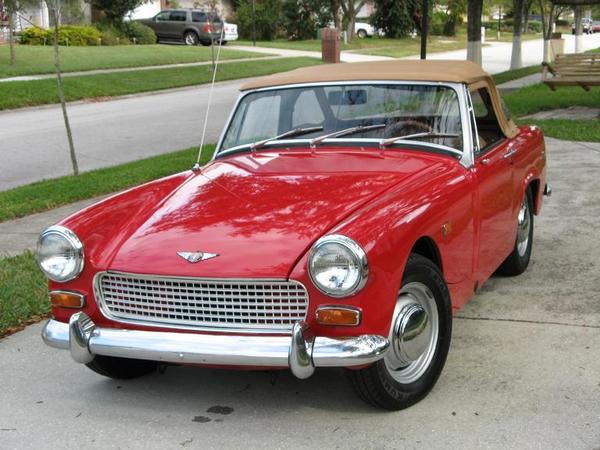
Austin-Healey Sprite Mk IV

Austin-Healey was een automerk uit Longbridge, Birmingham. Het automerk is opgericht in 1952, doordat Leonard Lord van de Austin Motor Company interesse had in het automerk Donald Healey. Austin kocht dit merk en noemde het Austin-Healey. Het automerk stopte na twintig jaar, in 1972.
Austin-Healey is nu een van de populairste oldtimers.

## Geschiedenis
Voorafgaand aan de Earls Court Motor Show ontdekte Leonard Lord, de directeur van Austin, op de stand van Donald Healey de Donald Healey 100. Voordat de autosalon opende, kocht Leonard Lord de rechten van de Donald Healey 100. Op de autosalon presenteerden Austin en Donald Healey de Austin-Healey 100. De 100 was ontworpen door Gerry Coker en gebouwd door Donald Healey. Hij had een viercilinder-A90-motor van Austin en een carrosserie en chassis van Jensen. De 100 werd de concurrent van de Triumph TR en van vele MG's. De auto werd in Warwick gebouwd, maar al snel werd de productie naar Longbridge in Birmingham verplaatst. De productie van de 100-4 BN-1 stopte na twee jaar, in 1955.
De Austin-Healey 100-4 BN-1 werd opgevolgd door de Austin-Healey 100-4 BN-2, oftewel de tweede generatie. In 1956 kwamen er twee specials van de 100, namelijk de 100M en de 100S, waarvan de 100S alleen voor de racerij was bedoeld. Ook kwam in 1956 de Austin-Healey 100-6 BN-4 op de markt. De BN-4 kreeg een nieuwe motor, namelijk een 2,6 liter-zescilinder uit de Austin Westminster. Ook kreeg de auto vier in plaats van twee zitplaatsen. In april 1958 kwam er de Austin-Healey 100-6 BN-6 met twee zitplaatsen, omdat de 100-6 BN-4 niet populair werd.
In 1958 kwam Austin-Healey met de Austin-Healey Sprite Mk I. Deze had een 948 cc (0,9 liter) motor, die 43 pk leverde. De Sprite was de Austin-Healey met de kleinste motor. Het was ook de eerste Austin-Healey, die gebruik maakte van carburateurs. In maart 1959 bracht Austin-Healey de Austin-Healey 3000 Mk I op de markt. De 3000 was de opvolger van de 100-6 BN-2 en had een 2912 cc (2,9 liter) zescilinder. In 1959 werd ook de Austin-Healey Sebring Sprite gelanceerd. Deze was vernoemd naar de Sebring International Raceway, waar Austin-Healey de eerste en tweede plaats in zijn klasse wist te behalen. In 1960 kwam er een speciale versie van de Sebring, de Austin-Healey Sebring Coupe. Deze auto was in samenwerking met het tuningsbedrijf Speedwell gemaakt.
In 1961 kwam de tweede generatie van de Austin-Healey Sprite. De Mk II had dezelfde 948cc-motor met een grotere carburateur, een gewijzigde grille en was iets zwaarder. In 1961 werd ook de 3000 Mk II gelanceerd. De grootste verandering van de MK II was het grotere vermogen dat deze auto kreeg door een carburateur. In januari 1962 kwam er een speciale versie van de MK II, namelijk de Mk IIa. Deze auto had twee carburateurs, vier zitplaatsen en nieuwe ramen. In 1962 ging de Mk II uit productie, die werd opgevolgd door de Mk III. De Mk III had een nieuw dashboard, een nieuwe middenconsole en een nieuwe carburateur. De auto had ook weer vier zitplaatsen, waarvan de achterste neerklapbaar waren om een laadvloer te creëren. In 1964 kreeg de auto een kleine facelift, waarbij onder andere het chassis werd verlengd. In 1964 werd ook de derde generatie Sprite gelanceerd. De Mk III had onder andere een beter motorblok en een andere voorruit.
In 1966 werd de Sprite Mk IV gelanceerd. De Mk IV kreeg een 1275 cc (1,3 liter) motor uit de Mini Cooper S. Ondanks de grotere motor had de Sprite Mk IV minder vermogen als de Sprite Mk III. In 1967 stopte Austin-Healey met het produceren van de Austin-Healey 3000 en in 1971 ging ook de Sprite uit productie. In 1972 kwam er een einde aan de twintigjarige samenwerking tussen Austin Motor Company en Donald Healey, waardoor Austin-Healey verdween.

## Records
Austin-Healey heeft een aantal records gehaald, onder andere twee snelheidsrecords op de Bonneville-zoutvlakte, een 24 uurrecord record en een twaalf uur record.

### Snelheidsrecord 1953
In 1953 brak Austin-Healey met de Austin-Healey 100 het record van de snelste productieauto. Hij had een topsnelheid van 229,5 km/h. Het record werd gehaald op de Bonneville-zoutvlakte door Donald Healey.

### 12 uurrecord 1953
In 1953 brak Austin-Healey met de Austin-Healey 100 het record voor de snelste gemiddelde snelheid over een periode van twaalf uur. De gemiddelde snelheid was 168 km/u en werd gehaald door John Gordon op de Bonneville-zoutvlakte.

### Snelheidsrecord 1954
In 1954 brak Austin-Healey met de Austin-Healey 100 Streamliner het snelheidsrecord. Hij had een topsnelheid van 310 km/h (192,62 mph) en werd getest op de Bonneville-zoutvlakte. De auto had een motor met een supercharger die 224 pk leverde. Het record werd gevestigd op een traject van één kilometer.
Na dit record ontwikkelde Austin-Healey de Austin Healey 100S.

### Records 2009
Op 15 november 2009 heeft de Austin-Healey 100 17 records gezet op Millbrook. De bestuurders waren M Corfield en J Welch. De records zijn:
Internationaal
- Snelste 1000 km, gem. 238 km/h
- Snelste 500 mijlen, gem. 237,18 km/h
- Snelste 500 km, gem. 238,35 km/h
- Snelste 100 mijlen, gem. 242,17 km/h
- Snelste 100 km, gem. 241,09 km/h
- Snelste uur, gem. 277,19 km/h

Brits
- Snelste 1000 km, gem. 238 km/h
- Snelste 500 mijlen, gem. 237,18 km/h
- Snelste 500 km, gem. 238,35 km/h
- Snelste 100 mijlen, gem. 242,17 km/h
- Snelste uur, gem. 277,19 km/h
- Snelste 100 mijlen, gem. 242,17 km/h
- Snelste 200 mijlen, gem. 234,47 km/h
- Snelste 10 mijlen, gem. 246,3 km/h
- Snelste 10 km, gem. 246,52 km/h
- Snelste 5 mijl, gem. 246,54 km/h
- Snelste 3 uur, gem. 238,17 km/h

## Racen
Austin-Healey heeft meegedaan aan vele races. De eerste was de 24 uur van Le Mans in juni 1953. De Austin-Healey 100 werd gereden door Maurice Gatsonides en Johnny Lockett en haalde in zijn klasse de tweede plaats en van alle auto's haalde de Healey de twaalfde plaats. In 1954 deed Austin-Healey mee aan de 12 uren van Sebring. De Austin-Healey 100 werd tweede in zijn klasse. In datzelfde jaar werd een prototype van de Austin-Healey 100S derde op de 12 uren van Sebring. De 100S werd gereden door Lance Macklin en George Huntoon.

### Ongeluk Le Mans 1955
In 1955 deed Austin-Healey mee aan de 24 uur van Le Mans. Tijdens die race moest de Mercedes-Benz 300SL van Pierre Levegh remmen voor de Jaguar D-Type van Mike Hawthorn, die op het laatst moment de pits in wilde. De Mercedes reed achter op de Austin-Healey 100S van Lance Macklin, waardoor de Mercedes werd 'gelanceerd' en er 82 dodelijke slachtoffers te betreuren waren.
In 1955 deed Austin-Healey weer mee aan de 12 uren van Sebring met hun nieuwe Austin-Healey 100S. Deze werd gereden door Stirling Moss en Lance Macklin. De 100S werd van alle auto's zesde. Lance Macklin raakte op de Tourist Trophy op het Dundrod Circuit alweer betrokken bij een dodelijk ongeluk en Macklin besloot zich terug te trekken uit de racerij.
Toen in 1959 de Austin-Healey Sprite werd gelanceerd deed deze ook mee aan vele races en behaalde vele successen.

## Modellen
Hier staan alle modellen die Austin-Healey heeft gemaakt.
- Austin-Healey 100-4
  - BN-1
    - Streamliner

  - BN-2
    - 100M
    - 100S
- Austin-Healey 100-6
  - BN-4
  - BN-6
- Austin-Healey Sprite
  - Mk I
    - Sebring Sprite
    - Sebring Sprite Coupe

  - Mk II
  - Mk III
  - Mk IV
  - Spridget 50
- Austin-Healey 3000
  - Mk I
  - Mk II
    - Mk IIa

  - Mk III